# بی‌پایان (ترانه)
بی‌پایان (به انگلیسی: Endless) تک‌آهنگی از اینا است که در سال ۲۰۱۱ میلادی منتشر شد.
این تک‌آهنگ در چارت‌ها جزو ده ترانه اول قرار گرفت.